# Edmondson Park, New South Wales
Edmondson Park este o suburbie în Sydney, Australia.